# Сен-Жермье (Тарн)
Сен-Жермье́ (фр. Saint-Germier, окс. Sant Germièr) — коммуна во Франции, находится в регионе Юг — Пиренеи. Департамент — Тарн. Входит в состав кантона Кастр-2. Округ коммуны — Кастр.
Код INSEE коммуны — 81252.

## География

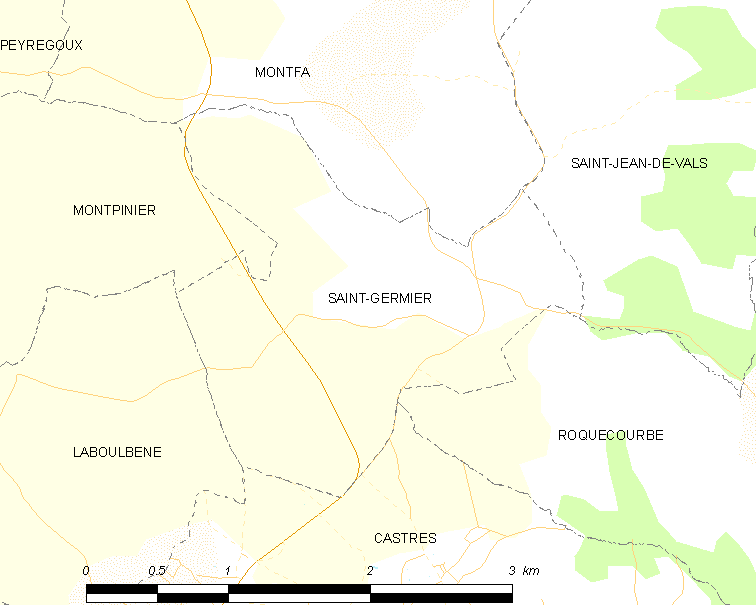
Карта коммуны

Коммуна расположена приблизительно в 580 км к югу от Парижа, в 65 км восточнее Тулузы, в 29 км к югу от Альби.
На северо-западе коммуны протекает река Пулобр (фр. Poulobre).

## Климат
Климат умеренно-океанический. Зима мягкая и дождливая, лето жаркое с частыми грозами. Ветры довольно редки.

## Население
Население коммуны на 2010 год составляло 128 человек.
| 1962 | 1968 | 1975 | 1982 | 1990 | 1999 | 2010 |
| ---- | ---- | ---- | ---- | ---- | ---- | ---- |
| 112  | 107  | 107  | 105  | 106  | 120  | 128  |

## Администрация
| Период | Период | Фамилия       | Партия | Примечания |
| ------ | ------ | ------------- | ------ | ---------- |
| 2001   | 2008   | Жан-Мишель Ок |        |            |
| 2008   | 2014   | Анри Фабр     |        |            |
| 2014   | 2020   | Мишель Люкшез |        |            |

## Экономика
В 2007 году среди 97 человек в трудоспособном возрасте (15—64 лет) 75 были экономически активными, 22 — неактивными (показатель активности — 77,3 %, в 1999 году было 70,7 %). Из 75 активных работали 71 человек (36 мужчин и 35 женщин), безработных было 4 (3 мужчин и 1 женщина). Среди 22 неактивных 8 человек были учениками или студентами, 12 — пенсионерами, 2 были неактивными по другим причинам.